# Germigny-l’Évêque
Germigny-l’Évêque – miejscowość i gmina we Francji, w regionie Île-de-France, w departamencie Sekwana i Marna.
Według danych na rok 1990 gminę zamieszkiwało 1369 osób, a gęstość zaludnienia wynosiła 116 osób/km² (wśród 1287 gmin regionu Île-de-France Germigny-l’Évêque plasuje się na 570. miejscu pod względem liczby ludności, natomiast pod względem powierzchni na miejscu 287.).